# Reiley McClendon
Eric Reiley McClendon (Baton Rouge, Luisiana, 11 de marzo de 1990), más conocido como Reiley McClendon, es un actor estadounidense.
Ha aparecido en series de televisión como Will and Grace y Medium y en películas como protagonista en The Flyboys y Gentle Ben. También apareció en el Canal de películas de Disney Movies en Eddie's Million Dollar Cook-Off y Buffalo Dreams.

## Biografía
Nacido en Baton Rouge, Luisiana, y criado en Roseland, Reiley McClendon dijo primero a sus padres que quería ser actor a la edad de cuatro años. A los seis años de edad cuando él todavía estaba interesado en la actuación sus padres, Eric y Holly decidieron permitir y ayudar a Reiley perseguir su sueño. Después de conseguir un agente local y trabajando en algunos proyectos más pequeños los padres de Reiley decidieron probar una temporada piloto en California. Reiley y su madre se trasladaron temporalmente a Los Ángeles para su primera temporada piloto. Para el final de esta temporada su familia decidió hacer el cambio permanente a California. Después de lo cual, la carrera de Reiley prosperó. McClendon se graduó de Grace Brethren High School en junio de 2007. Él toca la batería, y está enseñando a tocar la guitarra.

## Filmografía

### Películas
| película                                  | Año  | Personaje |
| ----------------------------------------- | ---- | --- |
| The Kid                                   | 2000 | como Mark |
| Danny and Max                             | 2000 | como Danny |
| Pearl Harbor                              | 2001 | joven Danny |
| The Nickel Children                       | 2005 | como Nolan |
| Lenexa 1 Mile                             | 2006 | como Joey Hickey |
| The Elder Son                             | 2006 | como Nikita |
| The FlyBoys (internacionalmente sky kids) | 2008 | como kyle Barret: un chico que llega nuevo a la ciudad y hace una buena amistad con otro chico.con el cual vivirá una gran aventura. |
| Accused at 17 (Acusada a los 17)          | 2009 | como Chad Voyt |
| Dirty Girl                                | 2010 | como Mike |
| If I Tell You I Have to Kill You          | 2011 | |
| Abandonaded Mine                          | 2012 | como Brad |
| Synkhole                                  | 2014 | como Taylor: un chico atlético y carismático                                                                                         |
| Outpost 37                                | 2014 | como Andros |
| Shangri-La Suite                          | 2016 | como Elvis (años 50) |
| Timetrap                                  | 2017 | como Tylor |

### Televisión
| Show o película de tv                           | Año       | Personaje                                                                                      |
| ----------------------------------------------- | --------- | ---------------------------------------------------------------------------------------------- |
| Will and Grace                                  | 1998.     | como Nixon                                                                                     |
| Profiler (TV Series)                            | 1998      | como Mark Weller                                                                               |
| "Love Boat: The Next Wave"                      | 1999      |                                                                                                |
| "Touched by an Angel"                           | 1999      | como Duncan a los 10                                                                           |
| "Another Woman's Husband"                       | 2000.     |                                                                                                |
| Fail Safe (TV Movie)                            | 2000      | como Col. Jack Grady's Son                                                                     |
| The Norm Show (TV Series)                       | 2000      | como Jack                                                                                      |
| "ER"(TV Series)                                 | 2002      | como Aaron James                                                                               |
| Gentle Ben (TV Movie)                           | 2002      | como Mark Wedloe: un chico que hace una buena amistad con un oso                               |
| Gentle Ben 2: Danger on the Mountain (TV Movie) | 2003      | como Mark Wedloe: un chico que hace una buena amistad con un oso y salvan una reserva natural. |
| Eddie's Million Dollar Cook-Off                 | 2003      | como D.B.                                                                                      |
| Everwood                                        | 2003      | como Travis                                                                                    |
| Law & Order: Criminal Intent                    | 2003      | como Jason Connors                                                                             |
| Law & Order: Special Victims Unit               | 2005      | como Logan Stanton / Lindsay Stanton                                                           |
| Zoey 101                                        | 2005      | como Reiley el Bully                                                                           |
| Buffalo Dreams                                  | 2005      | como Josh Townsend                                                                             |
| Southern Comfort (TV Movie)                     | 2006      |                                                                                                |
| Medium                                          | 2006      | como Todd Gromada                                                                              |
| Just Legal                                      | 2005-2006 | como Tom Ross                                                                                  |
| CSI: Miami                                      | 2006      | como Austin Wells                                                                              |
| CSI(TV Series)                                  | 2007      | Charlie Kellerman                                                                              |
| Danny Fricke (TV Movie)                         | 2008      | como Tim Quinn                                                                                 |
| Safe Harbor                                     | 2009      | como luke: un chico malo que tiene una segunda oportunidad.                                    |
| The Cleaner                                     | 2009      | como Taylor Fisher                                                                             |
| Rizzoli & Isles (TV Series)                     | 2011      | como Gavin                                                                                     |
| Vegas (TV Series)                               | 2012      | como el Sgt. Michael Benson                                                                    |
| Suits (TV Series)                               | 2013.     | como Liam Colson                                                                               |
| Navy: investigación criminal (TV Series)        | 2013      | Private Brad Sykes                                                                             |
| Monday Mornings (TV Series)                     | 2013      | como Jacob Gold                                                                                |
| Ironside (TV Series)                            | 2013      | Jake Patterson                                                                                 |
| the fosters'                                    | 2013-2014 | como vico: uno de los principales antagonistas en la primera temporada de la serie             |
| Battle Creek (TV Series)                        | 2015      | como Wally Stanton                                                                             |

### cortometrajes
| cortometraje          | Año  | Personaje    |
| --------------------- | ---- | ------------ |
| Evelyn's Wake (Short) | 2015 | como Adam    |
| Dawn (Short)          | 2014 | como Charlie |

- Datos: Q1421824